# Colinas Albanas

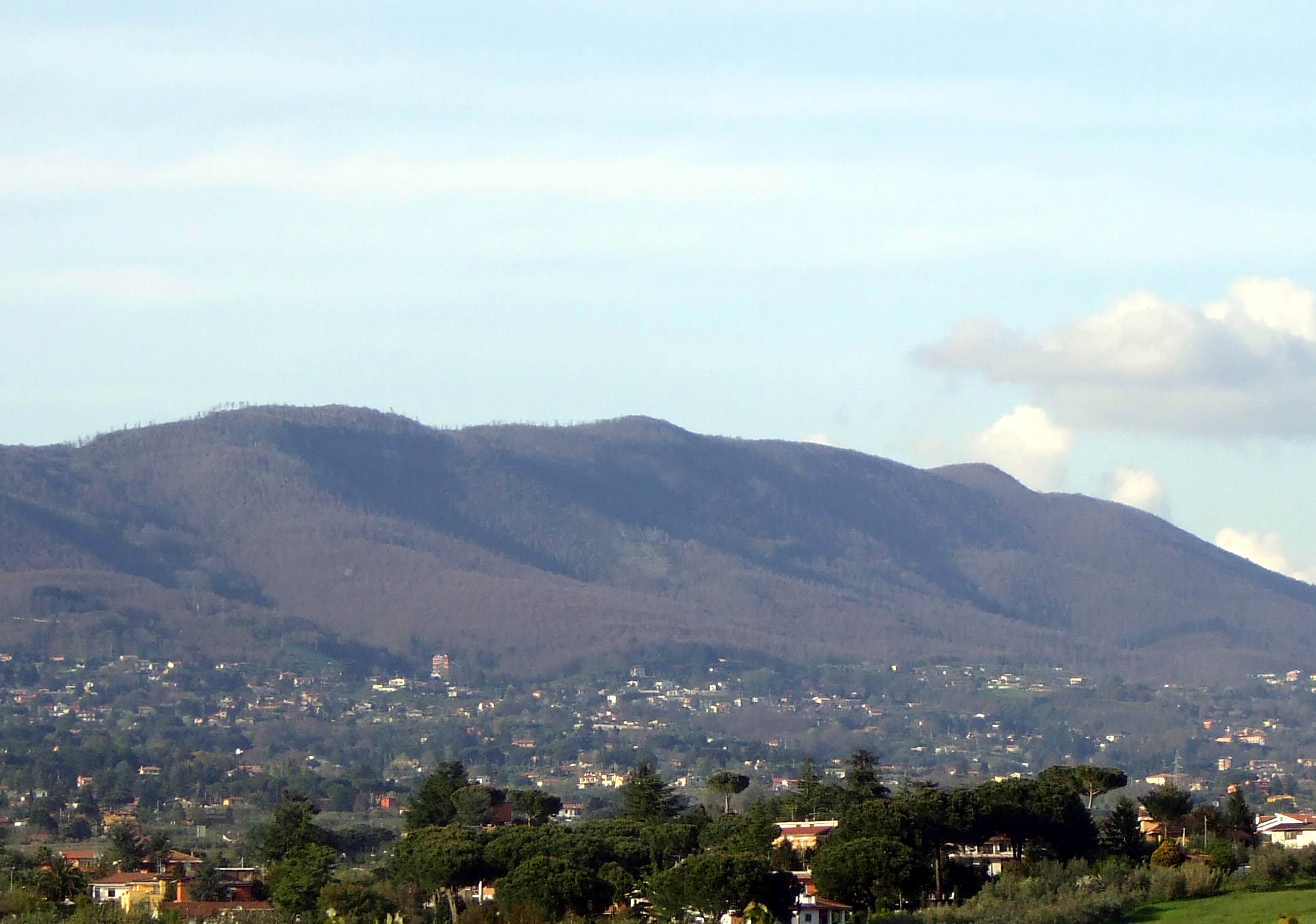
Vista de parte das colinas Albanas

As colinas Albanas (em italiano:  Colli Albani) são o sítio de um tranquilo complexo vulcânico na Itália, localizado 20 km a sudeste de Roma e cerca de 24 km ao norte de Âncio.
O pico dominante é o monte Cavo, com 950 m de altura. Existem duas pequenas caldeiras as quais contém os lagos Albano e Nemi. A rocha que constitui as colinas é denominada Peperino (lapis albanus) um tipo de tufo, combinação de cinzas e pequenas pedras muito úteis para construção e que fornecem um rico substrato mineral para os vinhedos.
Os antigos romanos denominavam o conjunto geológico de Albanus Mons. No cume, estava o santuário de Júpiter Lacial, no qual os cônsules organizavam as férias latinas, e vários generais celebravam vitórias quando não realizavam triunfos regulares em Roma. O templo não sobreviveu, mas a Via Triunfal que levava até ele ainda pode ser vista.
As colinas, especialmente ao redor das praias dos lagos, têm gozado de popularidade desde a Antiguidade (ver Alba Longa e Túsculo), como forma de escapar ao calor e ao tumulto de Roma, e várias villas foram construídas na região.

## Castelli Romani
As cidades e vilas que correntemente existem na área das colinas Albanas são conhecidas como Castelli Romani:
- Albano Laziale
- Arícia
- Castel Gandolfo
- Colonna
- Frascati
- Genzano di Roma
- Grottaferrata
- Lanúvio
- Lariano
- Marino
- Monte Porzio Catone
- Monte Compatri
- Nemi
- Rocca Priora
- Rocca di Papa
- Velletri

## Inspiração
Escritores e artistas que produziram obras sobre a região incluem:
- Clara Louisa Wells, The Alban Hills, 1878
- Charles Coleman, pintor
- Charles H. Poingdestre, pintor
- Edward Lear, pintor e litógrafo
- Ellis Cornelia Knight, escritora e pintora, "Description of Latium or La Campagna di Roma"
- George Gordon Byron em "Childe Harold's Pilgrimage"
- Georgina E. Troutbeck, Rambles in Rome, 1914
- James Duffield Harding em "Tourist in Italy"
- Johann Wolfgang von Goethe em "Italian Journey"
- John Henry Henshall, aquarelista
- Richard Colt Hoare em "A classical tour through Italy and Sicily"
- Richard Voss
- Thomas Ashby, arqueólogo, escreveu "The Roman Campagna in Classic Time"
- William Brockedon, pintor e ilustrador
- William Leighton Leitch, pintor em Lanúvio
- John Singer Sargent, pintor na Villa Torlonia em Frascati
- Gavin Hamilton, pintor e antiquário em Genzano e Lanúvio (século XVIII)

## Atividade vulcânica
O exame dos depósitos vulcânicos determinaram que as erupções mais recentes datam de há cerca de 37 000 e 41 000 anos atrás.
A região apresenta pequenos sismos localizados e liberação de dióxido de carbono e sulfeto de hidrogênio na atmosfera. Os movimentos tectônicos têm sido interpretados como causados pelo lento desenvolvimento de uma câmara magmática esférica, 5–6 km abaixo da superfície; pensa-se que isso possa levar a uma nova erupção; se tal ocorrer, há risco de que Roma, distante apenas 25 ou 30 km, seja atingida.
Há informação factual de uma erupção em 114 a.C., mas a ausência de depósitos geológicos no holoceno desacreditam tal como um evento vulcânico; mais provavelmente, trata-se da descrição de um incêndio florestal.
O vulcão emite grande quantidade de dióxido de carbono. Potencialmente, isto pode atingir concentrações letais caso se acumule em depressões do terreno na ausência de vento. A asfixia de 29 vacas em setembro de 1999 inspirou um relatório detalhado o qual descobriu que a concentração do gás 1,5 m acima do nível do solo numa área residencial no flanco noroeste excedia o limite de saúde ocupacional em 0,5%. Oito ovelhas forma mortas num incidente similar em outubro de 2001.